# Hodk
Hodk (persiska: هدک) är en ort i Iran.   Den ligger i provinsen Khorasan, i den nordöstra delen av landet, 600 km öster om huvudstaden Teheran. Hodk ligger 1 343 meter över havet och antalet invånare är 499.
Terrängen runt Hodk är kuperad åt nordväst, men åt sydost är den platt. Terrängen runt Hodk sluttar söderut.Runt Hodk är det ganska glesbefolkat, med 31 invånare per kvadratkilometer. Närmaste större samhälle är Anābad, 18,6 km sydväst om Hodk. Trakten runt Hodk är ofruktbar med lite eller ingen växtlighet.